# Капуста провансаль
Капуста прованса́ль — капустяний салат з цільнокочанної квашеної капусти зі свіжими ягодами та моченими, маринованими або сушеними фруктами, страва радянської кухні. 
Всупереч назві, що асоціюється з майонезом, капустяний салат «провансаль» заправляють олією. У радянській кулінарії капуста провансаль визначалася як один із чотирьох основних видів квашеної капусти нарівні з шаткованою, рубаною та качанною. У СРСР капусту провансаль виготовляли підприємства плодоовочевої промисловості на замовлення магазинів згідно з попитом населення.

## Приготування
Для приготування капусти провансаль заквашену цілими качанами білокачанну капусту крупно нарізають квадратиками, додають свіжу журавлину або мариновану брусницю, сливу, вишню або виноград і нарізані часточками свіжі або мочені яблука з шкіркою. Салат заправляють олією, змішаною з сухою гірчицею і оцтом, приправляють цукром і маринують у холодному місці або на льоду 24—48 годин. Капуста провансаль не підлягає тривалому зберіганню.

## У культурі
У романі «Відступник» 1927 року В. Г. Лідін описує застілля з закускою у величезних амфорах-чашах — маслянисто-жовтої капустою-провансаль, розшитою журавлиною, яку натикали просто на вилки й несли в рот через стіл. У оповіданні Л. Є. Улицької «Генелі-сумочниця» у головної героїні для приготування капусти-провансаль, «самодіяльного гостинця» для родичів, був «немислимий рецепт» з сімнадцяти компонентів, серед яких були родзинки та лимонні скоринки.